# Yuta Nakano
Yuta Nakano (中野 裕太 Nakano Yuta?, nacido el 30 de agosto de 1989 en Aichi) es un futbolista japonés que se desempeñaba como delantero.

## Trayectoria

### Clubes
| Club            | País     | Año         |
| --------------- | -------- | ----------- |
| Yokohama FC     | Japón    | 2008 - 2010 |
| Fagiano Okayama | Japón    | 2010 - 2012 |
| Geylang United  | Singapur | 2011        |
| Hoyo Oita       | Japón    | 2013        |
| FC Ganju Iwate  | Japón    | 2014        |
| FC Kariya       | Japón    | 2015 -      |

## Estadística de carrera

### J. League
| Club            | Año   | J. League | J. League | Copa J. League | Copa J. League | Total | Total |
| Club            | Año   | Part.     | Goles     | Part.          | Goles          | Part. | Goles |
| --------------- | ----- | --------- | --------- | -------------- | -------------- | ----- | ----- |
| Yokohama FC     | 2008  | 3         | 0         | -              | -              | 3     | 0     |
| Yokohama FC     | 2009  | 9         | 1         | -              | -              | 9     | 1     |
| Yokohama FC     | 2010  | 0         | 0         | -              | -              | 0     | 0     |
| Fagiano Okayama | 2010  | 11        | 0         | -              | -              | 11    | 0     |
| Fagiano Okayama | 2011  | 1         | 0         | -              | -              | 1     | 0     |
| Fagiano Okayama | 2012  | 16        | 1         | -              | -              | 16    | 1     |
| Total           | Total | 40        | 2         | 0              | 0              | 40    | 2     |